# Nazik, Ahlat
Nazik là một xã thuộc huyện Ahlat, tỉnh Bitlis, Thổ Nhĩ Kỳ. Dân số thời điểm năm 2011 là 348 người.